# Artur Krajewski (malarz)
Artur Krajewski (ur. 24 lipca 1971 w Żyrardowie) – polski malarz, rysownik, artysta multimedialny, pedagog, profesor.

## Edukacja
1990–1992 studia na Wydziale Weterynarii (SGGW w Warszawie). Ukończył studia na Wydziale Grafiki Akademii Sztuk Pięknych w Warszawie. Dyplom w pracowni prof. Daniela Szczechury z dziedziny Film Animowany. Wyróżnienie malarskie w pracowni prof. Adama Styki. Od 2014 roku profesor w ASP w  Warszawie. Prowadzi pracownię Kompozycji Projektowej i Rysunku. Od 2020 roku kierownik Katedry Kształcenia Ogólnoplastycznego na Wydziale Konserwacji i Restauracji Dzieł Sztuki.

## SPAK
W 1994 roku został przyjęty do Stowarzyszenia Polskich Artystów Karykatury jako najmłodszy zrzeszony rysownik. W 1996 roku wybrany na walnym zgromadzeniu do zarządu SPAK, prezesem zostaje Maciej Pietrzyk. W 1999 roku wybrany ponownie do zarządu, a prezesem zostaje Jacek Frankowski. W 2002 roku podczas walnego zgromadzenia zrezygnował z bycia członkiem SPAK, publicznie zniszczył legitymację i opuścił Muzeum Karykatury, tego dnia razem z nim odszedł ze SPAK Grzegorz Szumowski. Miał ponad 50 indywidualnych wystaw, kilka nagród międzynarodowych. Publikował prace w 30 tytułach w Polsce i na świecie. Działalność rysowniczą zawiesił w 2002 roku. Prowadził stałą rubrykę w dzienniku "Rzeczpospolita". W BRE Banku powstała galeria jego prac ilustrująca życie banku.

## Festiwale
Twórca Happeningów, akcji artystycznych i festiwali, takich jak:
- Integralia (2001–2004) wydarzenia integrującego środowiska warszawskich uczelni artystycznych z innymi uczelniami z kraju[6] (Akademii Teatralnej w Warszawie, Akademii Sztuk Pięknych w Warszawie, Akademii Muzycznej w Warszawie i zaproszonej Polsko-Japońskiej Wyższej Szkole Technik Komputerowych oraz Akademii Sztuk Pięknych w Krakowie, Akademii Muzycznej w Krakowie i Państwowej Wyższej Szkole Teatralnej w Krakowie). Na scenie ustawionej na dziedzińcu ASP w Warszawie pojawiali się rektorzy: prof. Adam Myjak, prof. Jan Englert, prof. Jerzy Stuhr, prof. Ryszard Zimak, prof. Jan Pamuła, prof. Marek Stachowski. Działania wspierali min. prof. Włodzimierz Szymański (ASP w Warszawie), prof. Jarosław Gajewski (prorektor AT w Warszawie), dr Miłosz Bębinow, Jacek Jarzyna, Jan Duszyński. Na scenie występowało wielu artystów młodego pokolenia jak: Mateusz Damięcki, Karolina Gruszka, Anna Dereszowska, Dorota Masłowska... jak i poważnych uznanych mistrzów Włodzimierz Pawlik (uczestniczył w happeningu pt. "Fortepian Pawlika" zrealizowanym przez Artura Krajewskiego i Andrzeja Kokoszę). Podczas Festiwalu wydawana była gazeta "Integraliowa" której kuratorem/naczelnym był Artur Krajewski[7]. Nazwa Festiwalu "Integralia" została zaproponowana przez prof. Jarosława Gajewskiego (AT).
- Ogrodu Sztuk - Salon Szkolnictwa Artystycznego (2004-2010), w trakcie którego przyznano nagrodę Złotego artOgrodnika /PWSFTviT w Łodzi (2009), Akademia Teatralna im. A. Zelwerowicza w Warszawie (2010); Festiwal Camerimage w Bydgoszczy (2010), Tygodnik Polityka (2010) oraz ASP w Katowicach (2010)
- Interdyscyplinarnego Festiwalu Sztuk M{i}aSTO/a Gwiazd[8][9], który przyznaje statuetkę Złotego artKciuka /Jurek Owsiak[10] /2010/;  Marek Żydowicz[11][12] (2011); Krystyna Janda[13] (2012); Roman Gutek (2013); Artur Rojek (2014); Marek Niedźwiecki (2015), Anna Dymna (2016), Jacek Cegiełka[14] (2017) (...)
- Edukacyjnego Festiwalu Sztuki artNoble / Konkursu artNoble[15] – ogólnopolskiego interdyscyplinarnego konkursu dla absolwentów i prac dyplomowych z uczelni artystycznych przyznawanych przez ponad 40-osobowe jury w dwóch kategoriach plastyka i muzyka.

## Twórczość

### Malarstwo
Miał ponad 100 malarskich wystaw indywidualnych (m.in. Muzeum Narodowe w Warszawie, Pałac Sztuki w Krakowie).
Najważniejsze cykle malarskie to:
- Kreator
- Conceptus est Homo
- Kobieta
- Krzyk[16]
- Ciało
- Program AntyWirusowy
- Moja Rodzina (2009)
- Kultura, Dzieło, Sztuka[17].

### Happeningi, akcje artystyczne, fotografia, grafika
- Akcja happeningowo-społeczna Koniec Świata[18]. Koniec Sztuki[19], w której udział wzięło ponad 100 znanych i rozpoznawalnych osobistości ze świata kultury i sztuki, m.in. z Polski, Niemiec, Izraela, USA, Kanady /2012/. Miejsce rozpoczęcia Dworzec Centralny w Warszawie.
- Wystawa fotograficzna Foty pstrykam stopą i dorabiam filozofię[20], zbiór fotografii nawiązujących do tekstów o tym samym tytule inspirowanych Sokratesem, Arystotelesem, Arturem Schopenhauerem, Karolem Marksem, Georgiem W.F. Hegelem, Davidem Hume’em.../; kurator wystawy prof. Tomasz Myjak.
- Wieloelementowa realizacja artystyczna Apologetyka Gestu[21], instalacja oparta na budowie trzyskrzydłowego ołtarza[22], wystawie towarzyszył katalog z autorskim tekstem; kurator wystawy prof. Stanisław Wieczorek[23].
- Wystawa fotograficzna Być jak Czesław Niemen; kurator wystawy prof. Andrzej Dragan.
- Cykl serigrafik pt. "Święta Rodzina". (2023)[24]
- Wystawa fotograficzna Złote Twarze Olimpijskie[25]; kurator wystawy prof. Barbara Marcinkowska. Ekspozycja stała w Muzeum Sportu i Turystyki. (2024)

### Literatura
Od 2022 roku członek Związku Literatów Polskich.
W marcu 2023 roku wybrany do Zarządu oddziału Warszawskiego Związku Literatów Polskich, a w czerwcu 2023 roku wybrany do Zarządu Głównego Związku Literatów Polskich.
Autor tomików poezji:
- Tomik poezji pt. Wiersze, wydany w 2001 roku w formule albumu malarskiego. Wyboru wierszy dokonał Jerzy Paruszewski, a w zestawie znalazły się młodzieńcze utwory napisane jeszcze w okresie licealnym. Teksty do publikacji napisali m.in. Monika Małkowska i Jacek Werbanowski. Wydawcą był Miejski Dom Kultury w Żyrardowie. ISBN: 83-913342-1-X.
- Z pamiętnika pustego telefonu. Wstęp do książki napisał Jerzy Paruszewski "Dostałeś esemesa..." (2008). Premiera tomiku odbyła się w "Obiekcie Znalezionym" w warszawskiej Zachęcie, a wiersze czytali profesor Jan Machulski, Grażyna Wolszczak i Małgorzata Lewińska. Według krytyków był to pierwszy tomik poezji SMS-owej w Polsce, oparty na liczbie znaków mieszczących się w jednym SMS-ie, bez polskich znaków diakrytycznych. Wiersze te zostały zaprezentowane przez znanych artystów podczas spektaklu Kreator, stworzonego z okazji 30-lecia pracy artystycznej Artura Krajewskiego. Wydawca ASP w Warszawie. ISBN: 83-87321-53-2
- [29]Bóg nie lubi głupców!  Wstęp do książki napisali: Bianka Siwińska (Prezeska Zarządu Fundacji Edukacyjnej Perspektywy) i Antoni Pawlak; język wydania: polski i angielski (2022). Premiera tomiku odbyła się w Bibliotece Uniwersyteckiej w Warszawie. Podczas promocji odbyła się kontrowersyjna debata[30] w której udział wzięli: Krzysztof Majchrzak, Antoni Pawlak, Artur Krajewski, Łukasz Maciejewski i Jerzy Jankowski. Wydawca Perspektywy Press. ISBN: 978-83-89554-58-1

Zbiorów opowiadań:
- Conceptus est Homo
- Anatomia Uczuć
- Foty pstrykam stopą i dorabiam filozofię.[31] (cykl tekstów związanych z wystawą o tym samym tytule inspirowanych Sokratesem, Arystotelesem, Arturem Schopenhauerem, Karolem Marksem, Georgiem W.F. Heglem, Davidem Hume’em). Wstęp do książki napisali: Marek Wawrzkiewicz (Prezes Związku Literatów Polskich) i prof. Tomasz Myjak; język wydania: polski i angielski. Wydawca Związek Literatów Polskich. ISBN: 978-83-967568-1-7

Eseju filozoficznego napisanego w 1999 roku:
- Kreator[32] – Wstęp do drugiego wydania książki napisał Jarek Marek Spychała. Publikacja została wydana przez Akademię Sztuk Pięknych w Warszawie w 2009 roku (ISBN: 978-83-61558-12-5)[33].  Promocja książki odbyła się w księgarni Traffic w Warszawie. Wydarzenie obejmowało komentarz filozofa Jarka Marka Spychały, a fragmenty utworu odczytał aktor Marcin Kwaśny[34]. W 2021 roku na podstawie eseju powstało 2,5-godzinne widowisko wyreżyserowane przez aktorkę Małgorzatę Lewińską i animatorkę kultury Martę Ewę Olbryś. W spektaklu zagrali: Robert Gonera jako główny bohater Kreator, Małgorzata Lewińska jako Biel, Renata Dancewicz jako Czerń oraz Zuza Gaińska jako Czas. W przedstawieniu wystąpili także Monika Mariotti, Robert Siniarski, Karol Dobrowolski, Agnieszka Zielińska, Piotr Krajewski, Hirek Wrona i Michał Lamża[35]. Scenografia do spektaklu została opracowana na bazie cyklu malarskiego Moja Rodzina. Przedstawienie rozpoczynał głos z offu, należący do Marka Żydowicza, twórcy festiwalu Camerimage, który zapowiadał spektakl.W trakcie widowiska odtwarzano nagrania, na których zaproszone osoby czytały poezję Artura Krajewskiego z tomiku Z pamiętnika pustego telefonu oraz składały życzenia. Kolejność prezentacji głosów w spektaklu była następująca: Zuza Gaińska, prof. Jerzy Bralczyk, Grażyna Wolszczak, Paweł Małaszyński, prof. Jan Tutaj, Paulina Holtz, Andrzej Deskur, prof. Tomasz Myjak, Edyta Jungowska, Hirek Wrona, Henryk Sawka, Justyna Steczkowska, Piotr Gąsowski, Magdalena Wleklik, Jurek Jankowski, prof. Monika Jadzińska, Maria Seweryn, Mirosław Zbrojewicz, Tomasz Łosowski, Małgorzata Lewińska, Robert Gonera, Artur Wolski, Miłka Skalska, Marta Ewa Olbryś, Marcin Zarzeczny, Renata Dancewicz, Janusz Gajos, Krystyna Janda, prof. Michał Minor, prof. Waldemar Kuczma, Jarek Marek Spychała oraz prof. Andrzej Zybertowicz.

Książki:
- Artysta czy Poppacykarz. Czyli Zezowata transcendencja kontra kolorowa źrenica Protagonisty![36] Wstęp do książki napisał Jacek Inglot. Wydawca Fundacja Kultury i Sztuki artHolding w 2016 roku. ISBN: 978-83-945489-0-2
- Koniec Sztuki.[37] 105 wypowiedzi co ważą sztukę na kilogramy. Współautor Marta Ewa Olbryś. Zawiera 105 cytatów ludzi kultury, sztuki i życia publicznego. Wstęp do książki napisał Ernest Bryll. Wydawca Fundacja Kultury i Sztuki artHolding w 2018 roku. ISBN: 978-83-945489-1-9
- Być jak Czesław Niemen. Fotograficzny pomnik budowany migawką aparatu Artura Krajewskiego – publikacja artystyczna wydana w 2019 roku przez Akademię Sztuk Pięknych w Warszawie. Wstęp do książki napisali Adam Struzik, prof. Piotr Chlebowski[38], Małgorzata Niemen, prof. Andrzej Dragan, Marta Ewa Olbryś oraz Ernest Bryll. Książka jest projektem artystycznym zaprojektowanym i zrealizowanym przez Artura Krajewskiego i Martę Ewę Olbryś. ISBN: 978-83-66098-65-7.
- Droga artysty – ślady, czyli podróż od twarzy do twarzy, bez lansu i „parcia na szkło"[39] – książka wydana w 2021 roku przez Akademię Sztuk Pięknych w Warszawie. Wstęp do publikacji napisali Adam Struzik, prof. Błażej Ostoja Lniski oraz prof. Jan Tutaj. Książka opowiada o drodze artysty, zilustrowanej niemal 400 selfie[40] z osobami sukcesu, nie tylko ze świata artystycznego. Bohaterowie tych zdjęć stają się symbolami, drogowskazami, które wpływają na życie artysty, kształtując jego filozoficzne oraz twórcze podejście. W publikacji zawarto również liczne cytaty i fragmenty recenzji. ISBN: 978-83-66835-11-5.

oraz prozy malarskiej:
- [41]Moja Rodzina[42][43], ujętej w projekcie tzw. „książki autorskiej”, wydanej w 2009 roku przez Akademię Sztuk Pięknych w Warszawie. Wstęp do publikacji napisał krytyk sztuki Wojciech Krauze. ISBN: 978-83-61558-11-8.

### Muzyka
W 1996 roku Artur Krajewski założył zespół muzyczny, który miał towarzyszyć jego wernisażom malarskim. Pierwotna nazwa grupy brzmiała „Wernisaż”. W pierwszym składzie Krajewski grał na gitarze i śpiewał, Grzegorz Piotrowski występował na gitarze prowadzącej, skrzypcach i mandolinie, a Jarosław Lange „Fidel” grał na perkusji. Zanim zespół nagrał swoją pierwszą płytę, skład uległ całkowitej zmianie. Teksty i kompozycje powstały na gitarze za sprawą Artura Krajewskiego, a ich aranżacją zajmował się cały zespół. Nową nazwę – „Vernisaash” – zaproponował Jarosław Remesz, autor teledysku do utworu „Wojna”:
Płyta „Vernisaash”:
Debiutancki album zespołu, zatytułowany „Vernisaash”, został nagrany w 2001 roku, a jego premiera odbyła się w Centrum Kultury w Żyrardowie.W nagraniu płyty oraz wsparciu działalności zespołu udział miała również ówczesna dyrektor Miejskiego Domu Kultury, Beata Rusinowska. Wydarzeniu towarzyszył happening zatytułowany „Lekcja rysunku w ASP”, podczas którego zaproszeni studenci Akademii Sztuk Pięknych rysowali na żywo modela w akcie. Performance wzbudził kontrowersje i został szeroko opisany w ogólnopolskiej prasie.
Skład zespołu podczas nagrania albumu:
- Kinga Tomaszewska – wokal, wokalizy,
- Robert Siniarski – wokal, wokalizy, gitara, akordeon,
- Rafał Borowiec – instrumenty klawiszowe,
- Jakub Kamiński – gitara elektryczna,
- Jarosław Zajkowski – perkusja,
- Sławomir Najej – gitara basowa,
- Artur Krajewski – autor muzyki i tekstów.

Utwory na płycie:
Muzyka łączy różne gatunki, takie jak pop-rock, funk, piosenka autorska i poezja śpiewana.
1. Wojna,
2. Żegnaj,
3. Jaki jest głosu sens,
4. O Panie,
5. Fanki,
6. Szeptem,
7. Karta trefl.

Płyta „Ja Głupota”:
Płyta „Ja Głupota”, nagrana w 2001 roku, została zaprezentowana przy okazji premiery nowego cyklu malarskiego Artura Krajewskiego pt. „Conceptus est Homo”. Cykl ten stanowi zbiór obrazów przedstawiających człowieka, z naciskiem na naturę aktu jego stworzenia i poczęcia. Artysta w swoich dziełach tworzy panoptikum ludzkich figur, konstruując własny świat oparty na unikalnej filozofii. Obrazy są interpretowane jako symboliczne narodziny ludzkiej metafizyki.

#### Skład zespołu podczas nagrania albumu
- Robert Siniarski – wokal,
- Rafał Borowiec – fortepian,
- Edyta Radkiewicz – wiolonczela, wokaliza,
- Marcin Kakietek – trąbka,
- Artur Krajewski – autor muzyki i tekstów.

#### Utwory na płycie
Muzyka na albumie została w całości skomponowana na fortepianie. Gatunkowo album łączy elementy piosenki autorskiej i poezji śpiewanej.
1. Oczami Ognia,
2. Piękno,
3. Zazdrość,
4. Garbie życie,
5. Filon,
6. Litania,
7. Kurz,
8. W moim ogrodzie,
9. Ja Głupota.

Płyta „Ekran”:
Płyta „Ekran”, nagrana w 2004 roku, została zaprezentowana w formule happeningowej przy okazji nowego cyklu malarskiego Artura Krajewskiego pt. „Kobieta”. Cykl ten miał trzy premiery:
1. Muzeum Narodowe w Warszawie – Wystawę i premierę albumu otworzyli prof. Jacek Dyrzyński (prorektor ASP w Warszawie), prof. Jarosław Gajewski (prorektor AT w Warszawie) oraz Piotr Gąsowski, który poprowadził happening zatytułowany „Malarski Teatr Mody”. Kluczowym elementem było odsłonięcie obrazów przez modelki pomalowane na złoto i ubrane w stroje zaprojektowane i uszyte na szydełku przez Jakuba Konarzewskiego[49], które imitowały ramy obrazów. Choreografię przygotowała Agnieszka Szymańska. Happening żartobliwie bawił się konwencją „kiczu” i klasycznymi złotymi ramami, charakterystycznymi dla muzeów. Wydarzenie stało się inspiracją do powstania filmu dokumentalnego „Chciałbym namalować takiego jelenia na rykowisku, którego zapamiętałyby pokolenia”[50], emitowanego przez TVP Kultura.
2. BRE Bank – Druga odsłona miała charakter stricte spektakularny i była skierowana do bardziej biznesowego odbiorcy.
3. Galeria Promocyjna[51] – Trzecia premiera była wyłącznie związana z malarstwem. Kuratorem wystawy był Jacek Werbanowski. Ekspozycja zebrała pozytywne recenzje, w tym opinię Moniki Małkowskiej w dzienniku Rzeczpospolita.

#### Skład zespołu podczas nagrania albumu
- Robert Siniarski – wokal,
- Rafał Borowiec – fortepian,
- Eliza Dżyga – skrzypce,
- Miriam Walewska[52] – altówka,
- Izabela Krych – flet,
- Liliana Krych – klarnet,
- Tomasz Pokrzywiński[53] – wiolonczela,
- Artur Krajewski – autor muzyki i tekstów.

Utwory na płycie:
Muzyka na tym albumie została w całości skomponowana na fortepianie. Warstwa tekstowa porusza tematykę zjawiska „parcia na szkło”, narodzin pojęcia celebryty oraz balansowania na granicy dobrego i złego gustu. Gatunkowo album łączy elementy muzyki klasycznej, piosenki autorskiej i poezji śpiewanej, tworząc spójną, wyrafinowaną i refleksyjną całość. Utwory z płyty Ekran zostały również wykonane przez aktorki Małgorzatę Lewińską i Monikę Mariotti, w aranżacjach na fortepian autorstwa Agnieszki Zielińskiej i Michała Lamży, przy akompaniamencie Karola Dobrowolskiego, skrzypka i kompozytora specjalizującego się w improwizacji podczas widowiska "Kreator".
1. Ekran
2. Taniec
3. Polityka
4. Kapelusz
5. Czas
6. Kolory
7. Groteska
8. Dłonie
9. Stagnacja
10. Opowieść

Płyta „Krzyk”:
„Krzyk” to wyjątkowy projekt wydany w formie płyty DVD, zawierający zmontowany film z premiery spektaklu, która odbyła się w 2007 roku w Północnym Centrum Sztuki Teatr Komedia. Spektakl, w którym integralną i narracyjną formą była muzyka, został skomponowany na dwa fortepiany, dwa akordeony i flet. Był to kolejny projekt w ramach Malarskiego Teatru Mody zatytułowany „Krzyk”, stworzony i wyreżyserowany przez Artura Krajewskiego.
Do spektaklu Krajewski namalował kolekcję dwunastu obrazów pod wspólnym tytułem „Krzyk”, które symbolizowały dwanaście stanów kobiecych. Ruch sceniczny, wizualizujący te stany, został opracowany i wyreżyserowany przez Agnieszkę Szymańską. Stroje wykonane z drutu kolczastego, według wizji artystycznej Krajewskiego, zaprojektowała projektantka mody Małgorzata Sobiczewska. Modelki, ubrane w te konstrukcje, zostały pomalowane na ciele techniką bodypaintingu przez wizażystów ze szkoły Charakteryzacji i Makijażu FAM. Początkowo projekt wzbudził kontrowersje, jednak ostatecznie został doceniony za swoją artystyczną innowacyjność.
Spektakl stanowił próbę artystycznego przetworzenia malarstwa w ruch, stylizację wizualną oraz wyjście poza tradycyjne ramy obrazu. Modelki, aktorki i tancerki w krynolinach z drutu kolczastego, którym towarzyszyła mała tancerka Agnieszka Michalak, symbolizowały niepokoje dorastającej dziewczyny.
Muzyka, aranżacja i wykonanie::
- Artur Krajewski – autor głównej warstwy muzycznej i kompozycji na fortepian wiodący,
- Rafał Borowiec – autor muzyki do jednego z utworów (utwór 8)
- Rafał Borowiec i Artur Krajewski – aranżacja drugiego fortepianu,
- Robert Siniarski – aranżacja partii akordeonu,
- Krzysztof Gwiazda – aranżacja partii akordeonu,
- Anna Nikiciuk – aranżacja partii fletu.

Projekt został objęty patronatem:
- Ministerstwa Kultury (obecnie Ministerstwo Kultury i Dziedzictwa Narodowego),
- Instytutu Francuskiego w Warszawie,
- Akademii Sztuk Pięknych w Warszawie
- Miasta Żyrardów.

Spektakl „Krzyk” to wyjątkowy przykład multidyscyplinarnego projektu, w którym przenikają się różnorodne dziedziny sztuki, tworząc spójną, choć zróżnicowaną całość.

### Inne dokonania
Twórca parateatralnych przedstawień nazwanych Malarskimi Teatrami Mody (lata aktywności 2000-2008).
Twórca i wieloletni redaktor prowadzący "Galerię Perspektyw" w miesięczniku edukacyjnym "Perspektywy", promującą sztukę, kulturę oraz szczególnie młode talenty plastyczne i poetyckie w latach 1998–2022.
Juror w dziedzinie plastyki w konkursie Doliny Kreatywnej – pt. Czego szuka Młoda Sztuka? – emitowanego przez TVP2, w edycjach 2008, 2009 i 2010.

## Nagrody
- "Wyróżnienie za szczególne zasługi dla promocji miasta Żyrardowa" przyznane przez Prezydenta Krzysztofa Ciołkiewicza (2001)
- Stypendysta Ministra Kultury (2005)
- Laureat Nagrody Marszałka Województwa Mazowieckiego za wybitne dokonania artystyczne na terenie Mazowsza (2009)
- Laureat Złotego Wrzeciona za wybitny wkład artystyczny w małe ojczyzny – region Powiat Żyrardowski przyznawanego przez Powiat Żyrardowski (2009)
- Laureat nagrody im. T. Kaisa przyznanego przez tygodnik Życie Żyrardowa – za wybitne działania na rzecz miasta Żyrardowa (2011)
- Laureat nagrody Rektora za zaangażowanie w pracę oraz wkład w rozwój Akademii Sztuk Pięknych w Warszawie (2012)
- Laureat medalu Pro Masovia[59] (2013)
- Medal Prezydenta Żyrardowa przyznany w 100 lecie nadania praw miejskich miastu Żyrardów (2016)
- Honorowy Obywatel Miasta Żyrardowa[60] (2016)
- Brązowy Medal „Zasłużony Kulturze Gloria Artis”[61] (2018)
- Okolicznościowy medal "100-lecia Związku OSP RP" (2021)[62]
- Złoty Krzyż Honorowy Związku Piłsudczyków Rzeczypospolitej Polskiej (2022)[63]
- Medal Stulecia Odzyskanej Niepodległości przyznany w 2022[64]
- Srebrna Odznaka Honorowa Związku Literatów Polskich (2023)[65]
- Pamiątkowy medal "55-lecia Wydziału Grafiki" ASP w Warszawie (2023)[66]
- "Odznaka Honorowa Zasłużonego dla Warszawy" (2024)[67]